# Офемерт
Офемерт (нід. Ophemert) — село в нідерландській провінції Гелдерланд, на березі Вааля. Входить до муніципалітету Вест-Бетюве.
Протягом 1818—1978 років мало статус окремого муніципалітету, після чого було приєднане до Нерейнена.

## Галерея

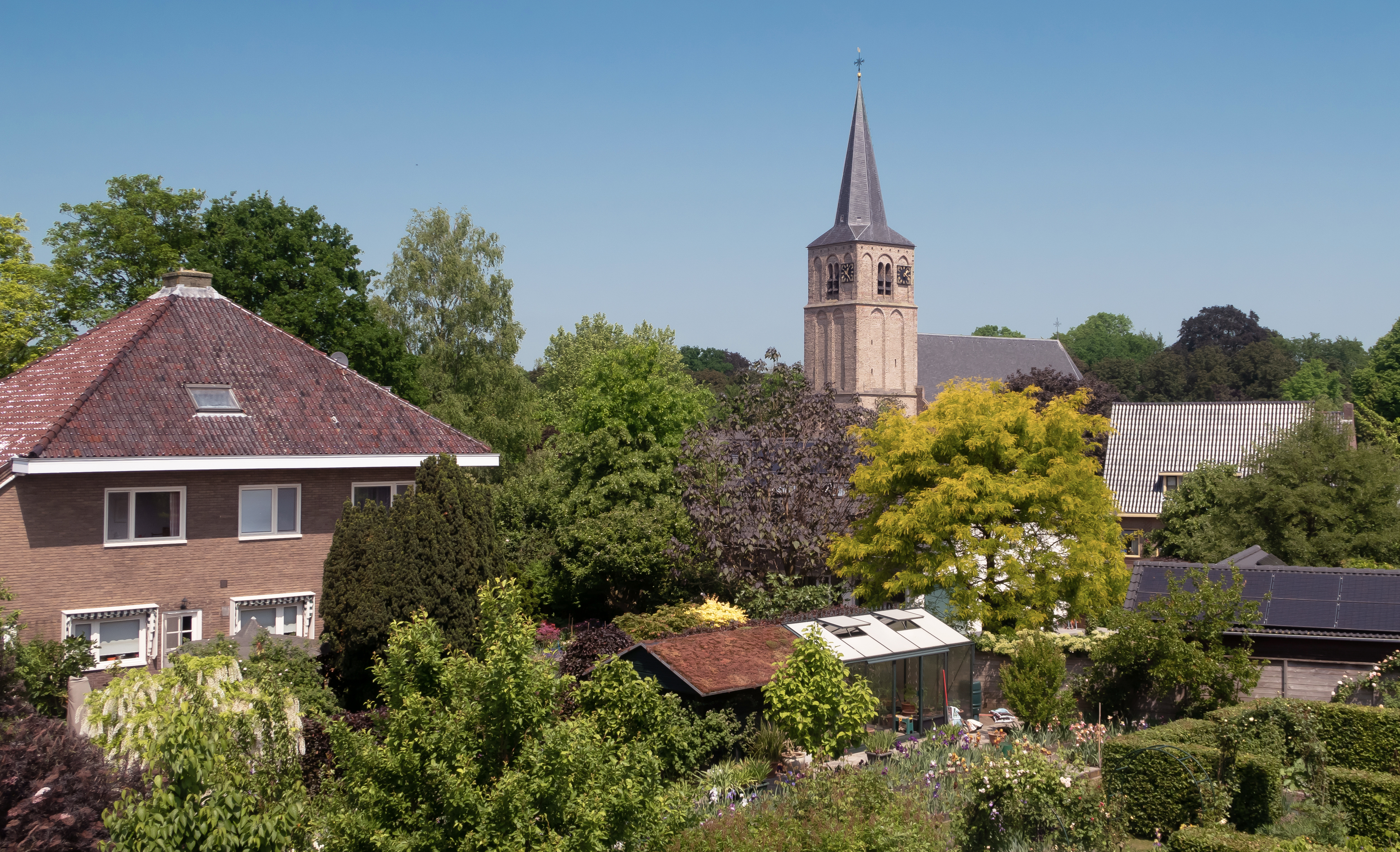
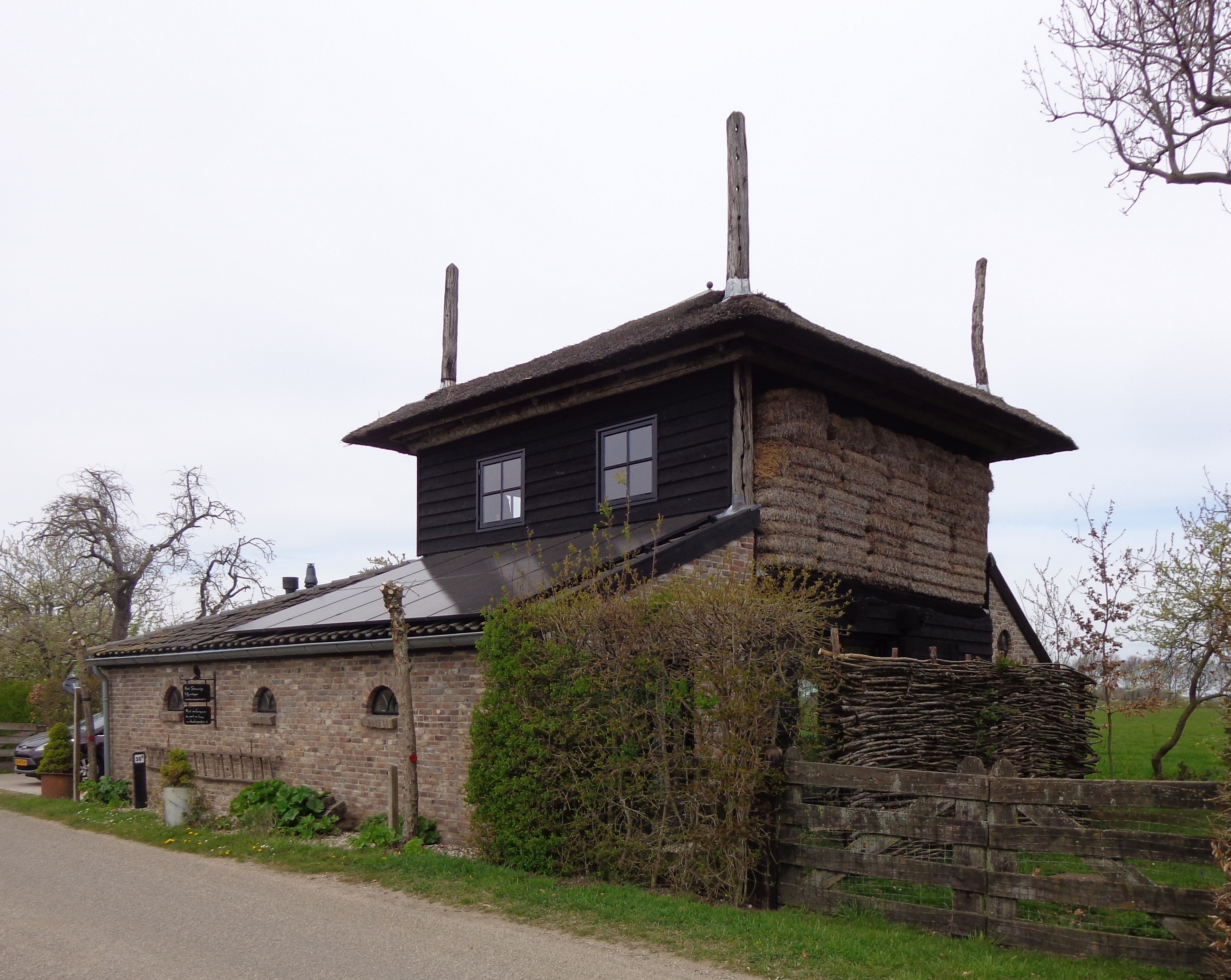
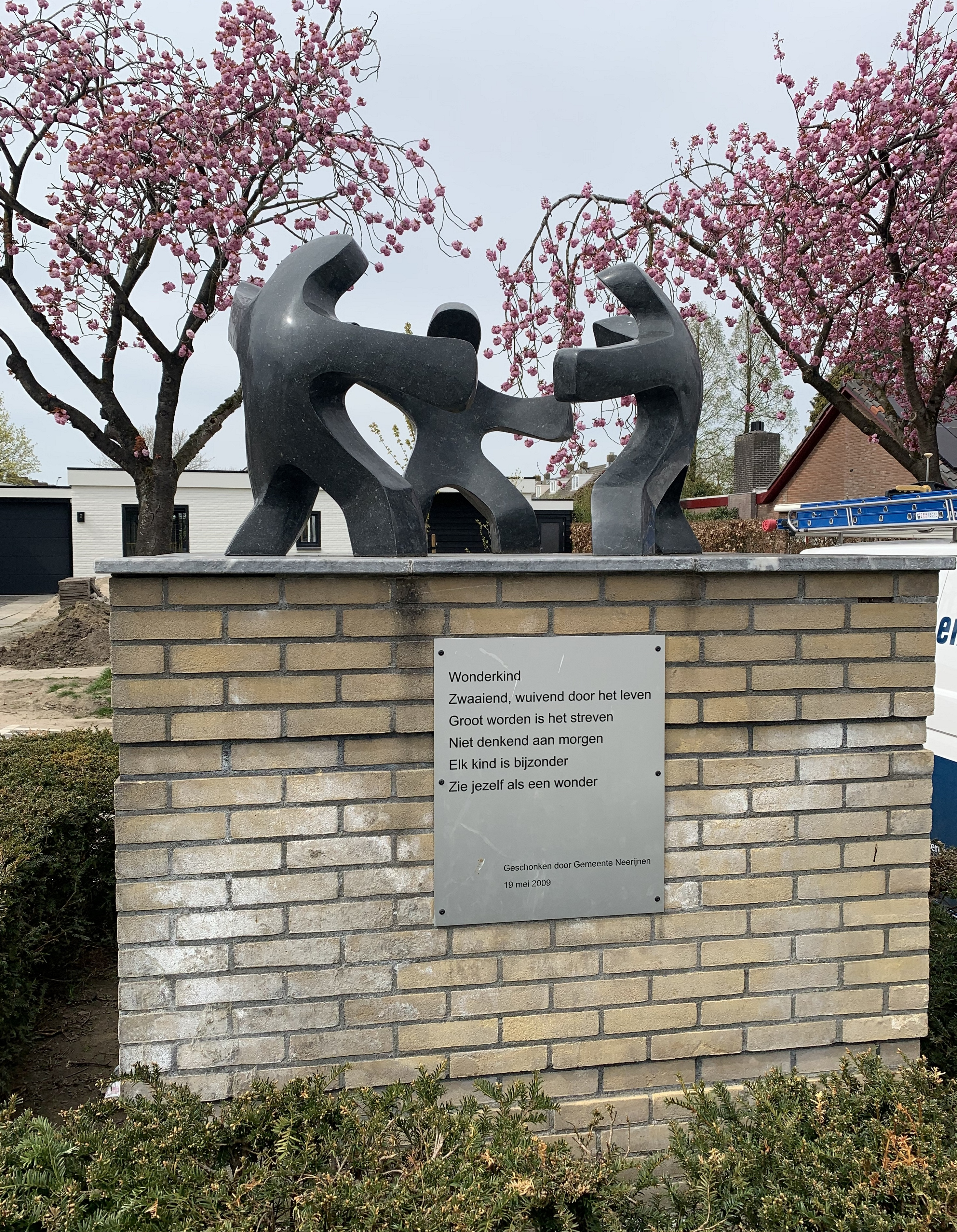
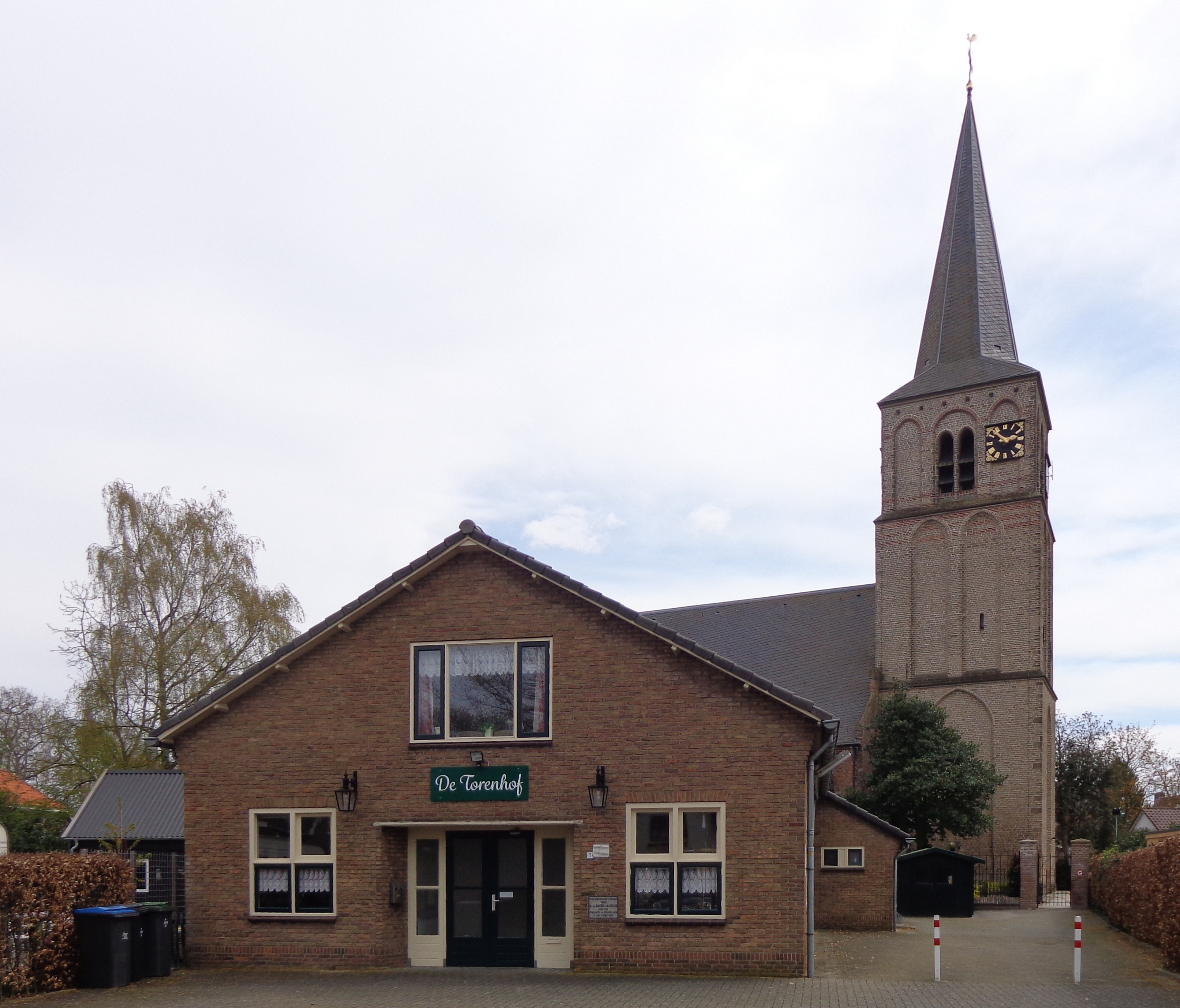